# Zichow-Lindenwegsiedlung
Zichow-Lindenwegsiedlung ist ein Wohnplatz der Gemeinde Zichow des Amtes Gramzow im Landkreis Uckermark in Brandenburg.

## Geographie
Der Ort liegt einen Kilometer östlich von Zichow. Die Nachbarorte sind Zehnebeck im Norden, Karlsberg und Blumberg im Nordosten, Blumberger Mühle im Osten, Wendemark im Südosten, Briest im Süden, Fredersdorf im Südwesten, Zichow im Westen sowie Gramzow im Nordwesten.